# Червонопартизанськ (пункт контролю)
48°4′17″ пн. ш. 39°47′53″ сх. д. / 48.07139° пн. ш. 39.79806° сх. д.
Червонопартизанськ — закритий пункт пропуску через державний кордон України на кордоні з Росією.
Розташований у Луганській області, Свердловська міська рада, неподалік від однойменного міста на автошляху Т 1311. З російського боку розташований пункт пропуску «Гуково», Ростовська область.
Вид пункту пропуску — автомобільний. Статус пункту пропуску — міжнародний.
Характер перевезень — пасажирський, вантажний.
Окрім радіологічного, митного та прикордонного контролю, пункт пропуску «Червонопартизанськ» може здійснювати фітосанітарний, ветеринарний та екологічний контроль.
Пункт пропуску «Червонопартизанськ» входить до складу однойменного митного посту Луганської митниці. Код пункту пропуску — 70216 07 00 (11).

## Закриття пункту пропуску
5 червня 2014 року Кабінет Міністрів України з міркувань громадської безпеки та з метою запобігання виникненню загрози життю та здоров'ю населення внаслідок небезпечних подій, які відбуваються на окремих територіях, ухвалив рішення про припинення руху через цей пункт пропуску (а також через сім інших пунктів на російсько-українському кордоні).